# Robot (vapen)
Robot på formellt språk respektive missil i folkmun, ursprungligen lufttorped (numera föråldrat), är militär ammunition i form av bangående flygfarkoster med egen framdrivning och banstyrning (styrning i banan). De avses främst som självgående vapenprojektiler med styrningsförmåga, försedda med någon form av verkansdel (stridsrobot), men de förekommer även som spaningsfarkost, utfodrade med olika spaningsutrustning (spaningsrobot), eller som övningsmål, avsedda att skjutas sönder (målrobot), etc.
Robot definieras av svenska försvarsmakten som följande enligt 1979 års upplaga av publikationen Preliminär ammunitionsordlista:
robot (rb) – obemannade självgående föremål som avskjuts, utslungas eller fälls, avsedda att röra sig i en bana helt eller delvis över jordens yta, styrt genom signaler utifrån eller från inbyggda egna organ
Indelas bland annat i stridsrobotar, övningsrobotar, simulerrobotar och målrobotar.
Torpeder räknas dock inte till robotar.
I folkmun och civilspråk används ibland begreppet "drönare" för vissa robottyper, såsom "spaningsdrönare" för spaningsrobot och "självmordsdrönare" för patrullrobot, etc. Militärt kan robotar preliminärt särskiljas från drönare i att de är bangående, det vill säga att de framförs i en längsgående bana likt en projektil eller flygplan, jämfört med drönare som främst kan manövreras tredimensionellt och även hovra.

## Etymologi
Robot, med militärförkortning rb, är det korrekta svenska uttrycket för vapnet och kommer från det tjeckiska ordet robota, viket betyder ”dagsverke” eller ”slavarbete” och betecknar alltså en slav, vilket här syftar på en styrd projektil som är programmerad att utföra det man ger order om. Ursprungsordet infördes 1920/1921 av den tjeckiske författaren Karel Čapek i hans pjäs R.U.R. (Rosumovi Univerzální Roboti), vilken översattes till svenska nån gång mellan 1923 till 1929. Inom svensk robotindustri myntades uttrycket "robot" för vapnet runt 1940 av överingenjör Tore Edlén, teknisk direktör hos Kungliga Flygförvaltningen (KFF).
Missil är en anglicism inlånat från det engelska ordet för vapnet – missile – och har förekommit som ett vardagligt namn för vapnet i svenskan sedan början av 1950-talet. Missile i sig härleds från det latinska ordet missilia ("kastvapen") och betyder egentligen ungefär "stor tung projektil" i det engelska språket, varav det kan användas för att innefatta ett brett utbud olika ammunition, såsom raketer, pansarskott, etc. Önskar man enbart tala om "styrda raketer" och dylikt, alltså robotar, används termen guided missile ("styrd missil").
Lufttorped eller flygande torped (engelska: Aerial Torpedo), i motsats till "vattentorped" (ej att förväxla med "flygtorped", d.v.s. flygburen vattentorped), myntades redan innan första världskriget (patenterat 1897) och avsåg ursprungligen tidiga former av raketkonstruktioner, stora långa artilleriprojektiler med inbyggd krutraketmotor för framdrift utan styrsystem. Utvecklingen av sådana konstruktioner drevs av svenska överstelöjtnanten Wilhelm Teodor Unge (V. T. Unge) som runt sekelskiftet 1900 tillverkade flera olika exempel. Unges senare exempel var försedda med axial tryckturbin för åstadkomma rotationsstabilisering och kunde uppnå räckvidder mellan 7 000 till 8 000 meter vid 30 cm kaliber. För riktning användes en så kallad torpedriktare, eller torpedkastare, bestående av en lång ränna med stativ. Avsedda mål var både sjö- och markmål. Benämningen övergick senare till de första robotarna som dök upp under andra världskriget, en spegling av konventionella vattengående torpeder som även de går att programmera. Begreppet verkar ha levt kvar inpå sent 1940-tal som ett begrepp för sjömålsrobotar som dyker ner i vattnet när de kommer nära sitt mål och träffar detta under vattenytan som en torped.

### Hyponymer
- Robotbomb – Tidigt namn för styrd bomb.
- Robotflygplan – Tidigt namn för kryssningsrobot.
- Robotprojektil – Alternativt namn precisionsstyrd ammunition.
- Robotsystem – Samlad benämning för robot och avfyrningsplattform.
- Robotvapen – Samlad benämning för vapenklassen.[8][9] Myntat före 1947.[10]

## Funktion

### Framdrivning

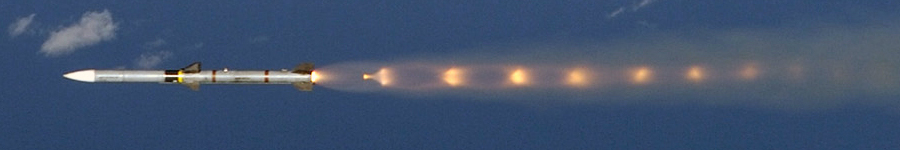
AIM-120 AMRAAM jaktrobot med krutraketmotor.

En robots framdrivs vanligen av en eller flera raketmotorer (normalt krutraketer men även vätskeraketer) men det förekommer även robotar med reaktionsmotorer (till exempel ramjetmotorer). 

### Styrning
Styrning sker med roder, ventiler från drivkällan eller både och. Styrningen kan vara manuell eller automatisk.
Kommandostyrning

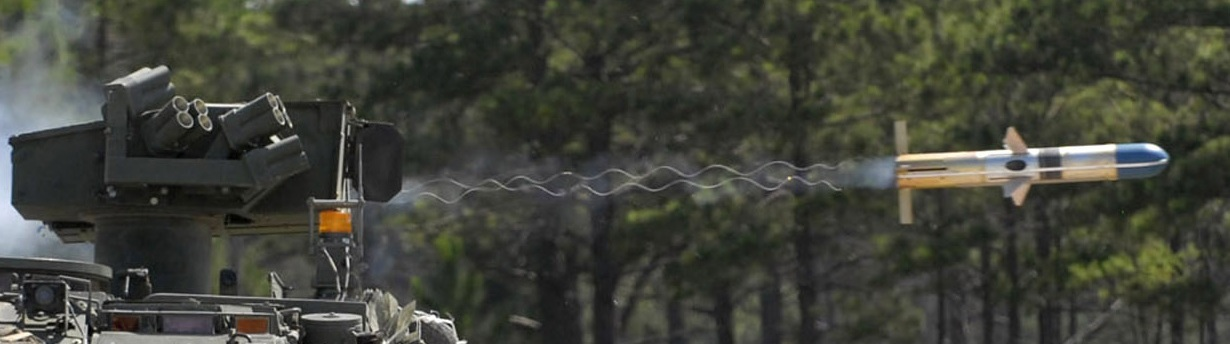
BGM-71 TOW med trådstyrning.

Kommandostyrning betyder att roboten styrs av en människa via manuella kommandon från en extern styrcentral. Styrning sker med hjälp av signaler, vilket också kallas länk, till exempel genom kabel (kabelstyrning eller trådstyrning), radio (radiostyrning), laser (laserstyrning) eller satellit (satellitstyrning).
(Se även: MCLOS och SACLOS.)
Automatisk styrning
Automatisk styrning betyder att roboten styr sig själv mot ett mål via en måldator. Måldatorer fungerar olika beroende på robotmodell och använder även olika metoder beroende på robottyp. 
Vissa robotar är så kallade målsökande och styr sig aktivt efter ett rörligt mål. För att hitta och följa målet används en så kallad målsökare som beroende på typ ser målet på olika sätt. Vissa robotar arbetar självständigt och ser målet med en kamera (till exempel en infraröd målsökare) eller inbyggd radar (radarmålsökare). 
Andra målsökande robotar följer målet från en extern källa som ser målet, till exempel en radar eller laser ombord på ett flygplan. Dessa typer av målsökarfunktioner kallas semiaktiv radarmålsökare respektive lasersökare.
Förutom målsökande robotar finns det robotar som styr sig själva mot ett bestämt mål. Målet bestäms till exempel av en kamera eller laser på ett flygplan eller en satellit som sedan skickar måldata till roboten. Alternativt kan roboten förprogrammeras med koordinater den ska följa med till exempel GPS.

### Vapenverkan

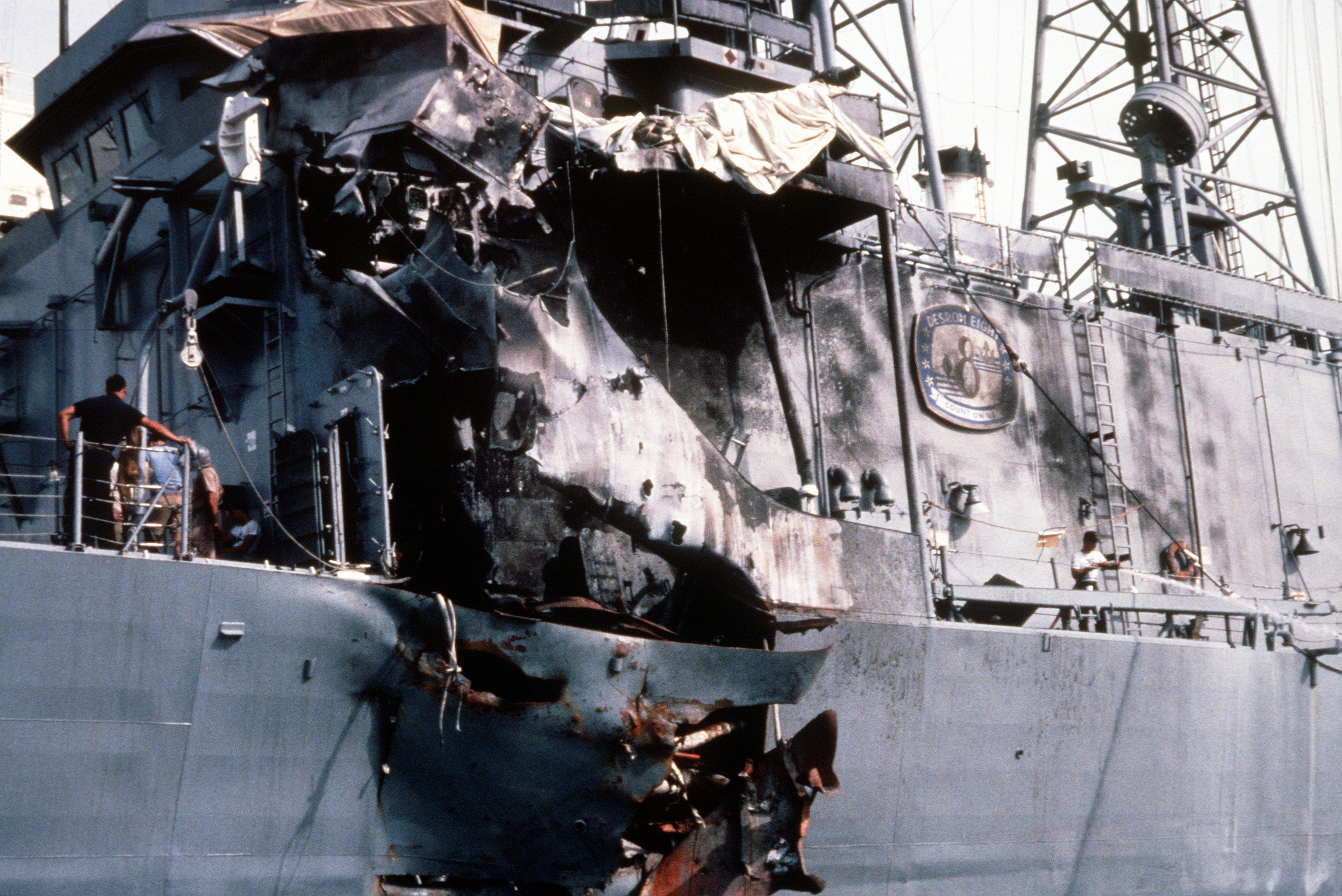
Verkan av en Exocet sjömålsrobot.

Robotar kan användas till diverse olika saker men framför allt används de som militärt vapen. Som vapen är robotar ofta specialdesignade för att bekämpa ett specifikt mål och är därmed försedda med en stridsdel som ska kunna bekämpa detta mål. Till exempel brukar robotar avsedda mot flygfarkoster vara försedda med kulsprängsats och zonrör, medan robotar avsedda mot pansrade fordon brukar vara försedda med pansarsprängsats och anslagsrör. 
Placeringen av robotens tändrör brukar även spegla dess avsedda mål och verkan. Mot markmål brukar robotar vara apterade för tändrör i nosen (så kallade spetsrör) eller centralt (så kallade centralrör) för att aktivera robotens funktion så fort roboten når målet. Mot flygmål på andra sidan brukar tändröret (om det är ett zonrör) vara monterat baktill (så kallade basrör) för att verkansdelen (som normalt sitter i framtill på roboten) ska explodera så nära målets nos som möjligt för att se till att målet inte hinner flyga ifrån explosionen innan den nått den.

## Motmedel

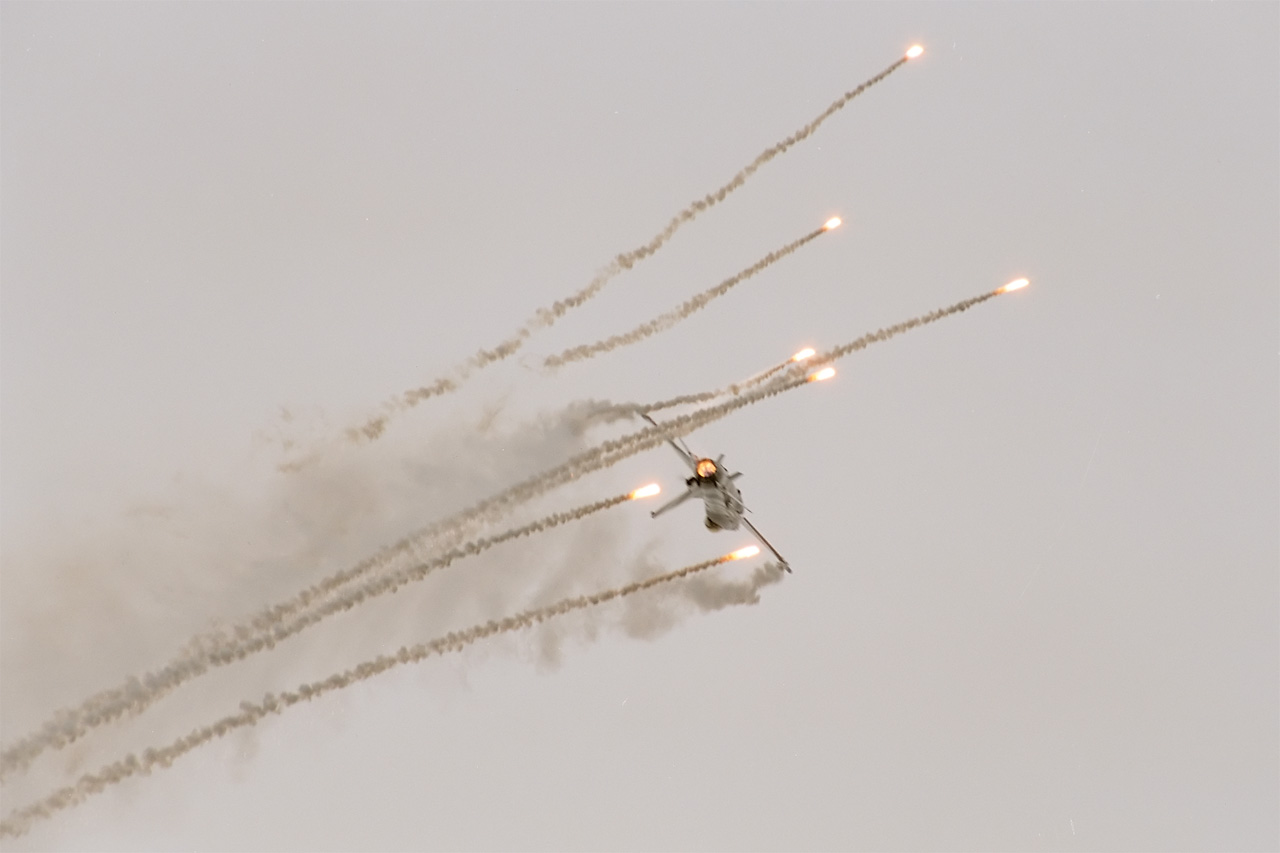
En F-16 som släpper facklor.

### Störning
För att kontra robotar används så kallade motmedel. Motmedel är olika typer av störningsmetoder som används för att vilseleda eller störa olika typer av robotar. 
Till exempel, mot värmesökande robotar används så kallade facklor. Facklor består av utskjutbara projektiler försedda med en varm lyssats som ska matcha den värmekälla som den fientliga roboten har låst sig på. Detta i ett försök att få den värmesökande roboten att följa en fackla istället för det verkliga målet. 

Mot radarstyrda robotar finns istället så kallade remsor. Remsor består av tunna metallremsor som släpps ut i luften och stör ut radarsignaler.

### Nedskjutning
En annan typ av motmedel är att skjuta ner roboten eller få den att självförintas, vilket bland annat används mot stora interkontinentala ballistiska robotar som inte följer målet och därmed inte går att vilseleda, men även mot sjömålsrobotar och pansarvärnsrobotar. Nedskjutning av robotar kan utföras av flera olika medel, såsom luftförsvarssystem, ibland kallat robotsköld, eller aktivt pansar, ibland kallat aktivt skyddsystem. 
Luftförsvarssystem, som namnet antyder, täcker nedskjutning på längre avstånd, både direkt (inom synhåll) eller indirekt (utom synhåll), och behöver inte nödvändigtvis skydda objekt i dess närhet, utan kan även genskjuta inkommande robotar avsedda mot andra måltavlor.

#### Distansförsvar
För distansförsvar, såsom indirekt nedskjutning (längre skottvidd), används främst egna robotar, såsom universella luftvärnsrobotar eller mer specialiserade typer som antiballistiska robotar, men i modern tid även elektromagnetiska rälskanoner och laservapen, då främst mot högtflygande robotar utom synhåll eftersom sådana ej kan träffa mål bortom horisonten.

#### Närförsvar

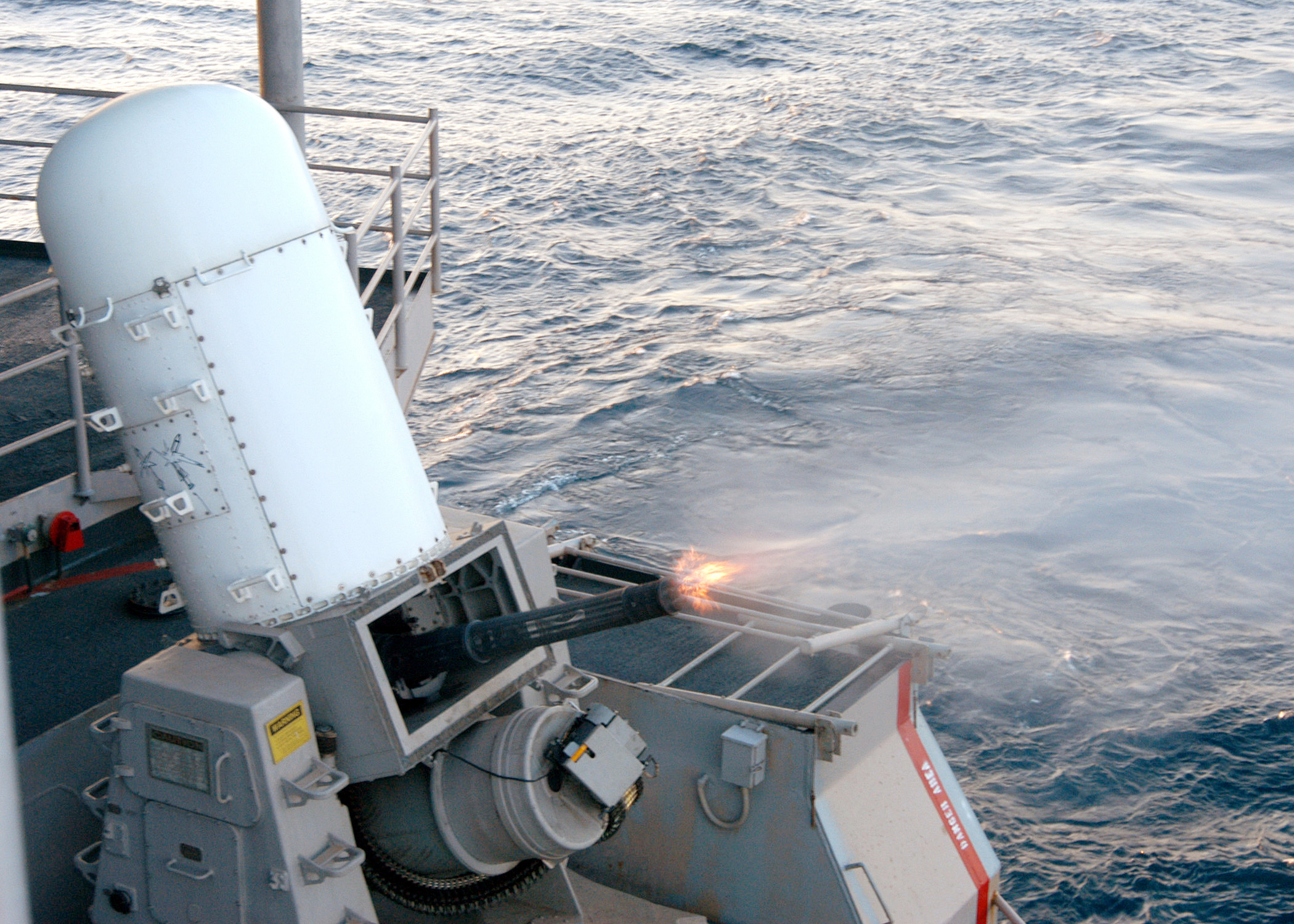
Phalanx CIWS närförsvarssystem, radarförsedd med en 20 mm M61 Vulcan gatlingkanon.

För närförsvar, direkt nedskjutning (kortare skottvidd), används främst olika former av automatkanoner; antingen del av konventionella flerfunktionella vapensysten eller specialiserade system kallade närförsvarssystem. Sådana kanoner kan delas upp i snabbskjutande vapen såsom gatlingkanoner och revolverkanoner (främst runt kaliber 20–30 mm), vilka har en extremt hög eldhastighet om flera tusen skott per minut och avser träffa inkommande robotar genom ren eldvolym, och smarta vapen som skjuter avancerad ammunition, såsom spräng- eller kulspränggranater utformade för luftbrisad (kaliber 30 mm och uppåt) och därmed ej kräver direktträff för verkan, alternativt i modern tid även granater med styrförmåga (kaliber 57 mm och uppåt) som kan träffa undanmanövrerande robotar.

#### Direktförsvar
Nedskjutning på mycket kort avstånd, huvudsakligen i det direkta närområdet, täcks av så kallat aktivt pansar, även kallat aktivt skyddssystem. Som namnet antyder används aktivt pansar per princip enbart på redan splitterskyddade plattformar som pansarfordon och dylikt, eftersom nedskjutning i närområdet onekligen resulterar i splitter- och tryckverkan mot det skyddade objektet i fråga.
- Principteckning över aktivt pansar, typexempel: ryska "Arena" (Арена)
• 1. Skjutanordningar
• 2. Radar/Sensor
• 3. Riktad hagelkärve
• 4. Inkommande robot
• 5. Spårningsfas

Principteckning över aktivt pansar, typexempel: ryska "Arena" (Арена)• 1. Skjutanordningar • 2. Radar/Sensor • 3. Riktad hagelkärve • 4. Inkommande robot • 5. Spårningsfas
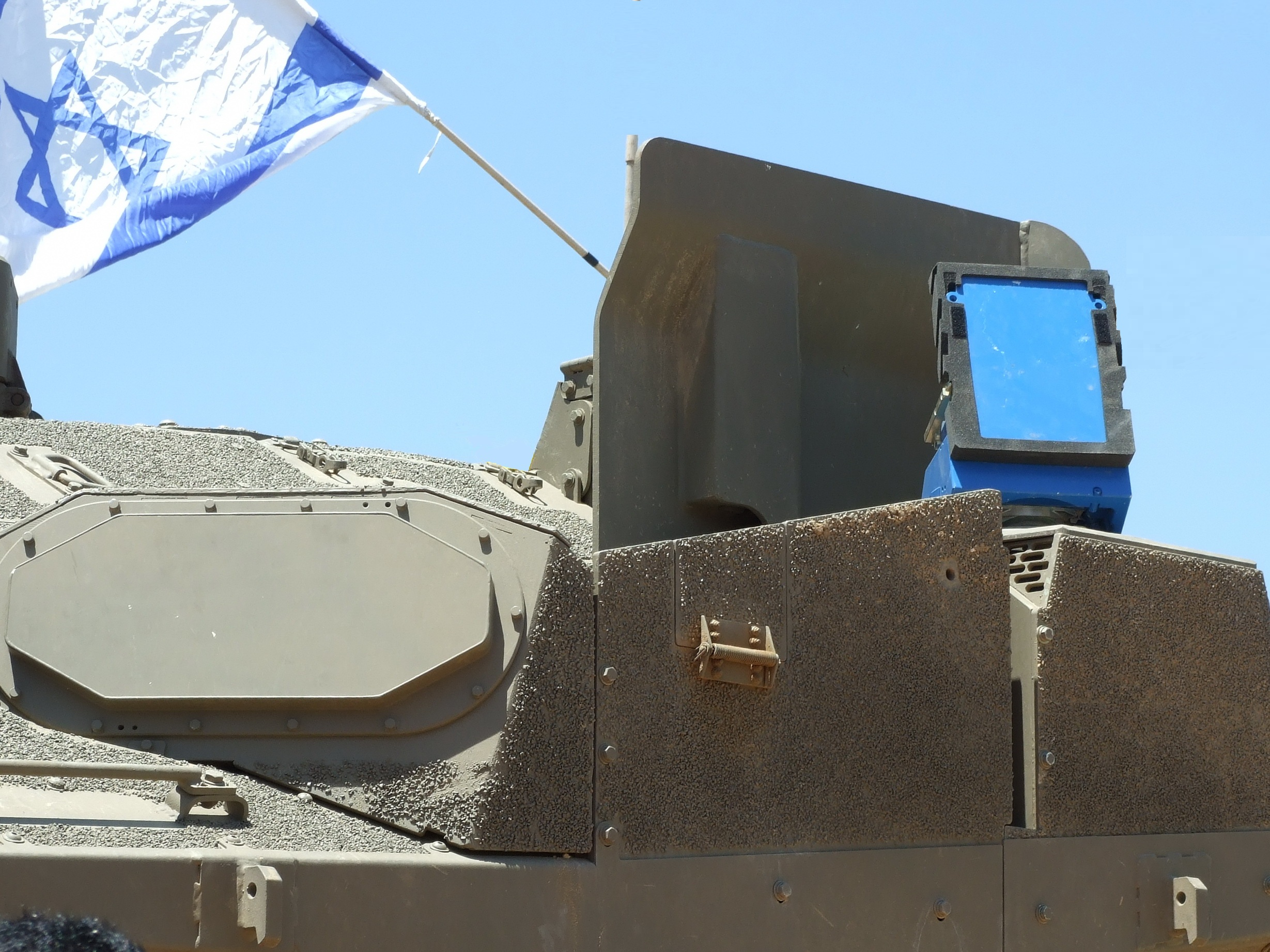
Skjutanordning med sensor till Israeliska aktiva skyddssystemet "Trophy".

## Historik och robottyper

### Markrobotar

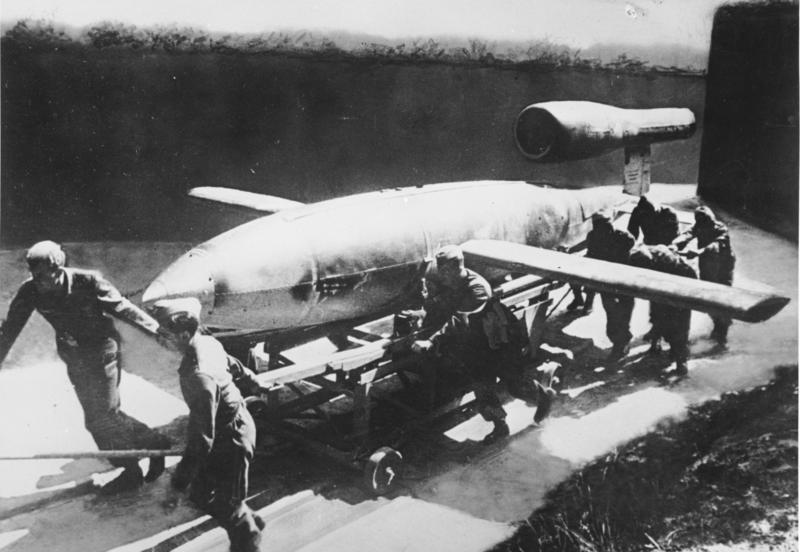
V-1 markrobot

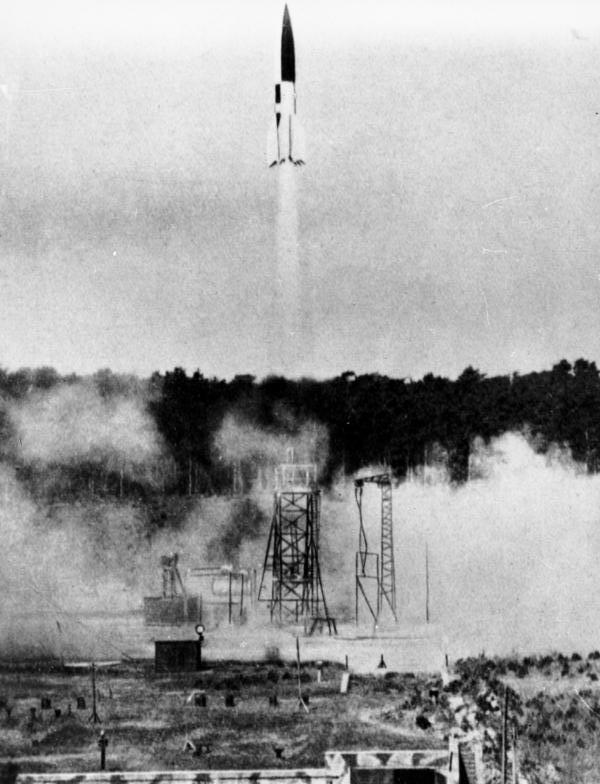
V-2 markrobot

De första markrobotarna utvecklades i Tyskland och sattes in mot Storbritannien under andra världskriget: V-1 och V-2. Deras navigationssystem var så inexakta att de inte kunde användas mot mindre mål än en storstad. Utvecklingen av dessa vapen hade påbörjats av Wernher von Braun innan kriget i och med grundandet av det tyska rymdflygsällskapet 1937. Byggandet av V-2-raketerna drevs av det faktum att Tyskland inte hade några egna tunga bombplan att skicka mot de brittiska städerna så som de allierade skickade stora flottor bombflyg i strategiska bombräder mot Tyskland. Forskning påbörjades i andra länder under andra världskriget, bland annat i Sverige, där robotar kallades lufttorpeder. 
I slutskedet av kriget tillfångatog både USA och Sovjetunionen tyska forskare och beslagtog material som de använde i sin egen forskning. Eftersom de sovjetiska bombplanen inte kunde nå det amerikanska fastlandet satsade Sovjetunionen på att ta fram kärnvapenbestyckade interkontinentala ballistiska robotar. Precis som i Tyskland och senare i USA fungerade också det sovjetiska rymdprogrammet som en legitim fasad för utvecklingen av dessa vapen. I och med uppskjutningen av världens första satellit 1957 (Sputnik) upplystes världen om att dessa ansträngningar krönts med framgång. Som svar på detta satte USA i gång med sitt eget rymdprogram och rymdkapplöpningen var i full gång. Parallellt med sitt rymdprogram byggde USA upp sin egen arsenal av interkontinentala ballistiska robotar och doktrinen om ömsesidigt garanterad utplåning (Mutually Assured Destruction) antogs. På 70-talet började Sovjet utveckla ett antiballistiskt robotsystem där luftvärnsrobotar skulle slå ut de inkommande kärnvapenrobotarna innan de träffade sina mål. Denna utveckling skapade stor oro då den ökade risken för kärnvapenkrig då ena sidan i konflikten skulle tro sig kunna överleva detta. USA och Sovjet kom 1972 överens om ABM-avtalet som begränsade dessa system till respektive länders huvudstäder. 2001 skrotade USA detta avtal för att man ville bygga sitt eget fungerande ABM-system och satte på så vis igång en ny era av kapprustning. Denna strävan har till dags dato 2005 ej rönt någon som helst framgång.
År 1991, under Gulfkriget, avfyrade Irak många av sina ballistiska Scudrobotar mot Saudiarabien och Israel (i hopp om att dra med Israel i kriget). Alla robotar som avfyrades var beväpnade med konventionella stridsspetsar, men Iraks fiender fruktade vid den tidpunkten att robotarna skulle laddas med biologiska stridsmedel eller nervgas (så som skett under kriget mellan Iran och Irak). USA sade sig ha motmedlet mot detta i och med Patriotroboten som skulle skjuta ner Scudrobotarna innan de landade. Trots detta var resultatet skralt och få om några Scud stoppades i luften. Det finns fortfarande inga pålitliga sätt att stoppa ballistiska robotar[källa behövs] som Scud eller motsvarande, vilka finns i många länder, trots att dessa robotar inte är mycket mer avancerade än andra världskrigets V-2:or.

### Sjömålsrobotar
Mot slutet av andra världskriget utvecklade tyskarna även de första sjömålsrobotarna, bland andra Henschel Hs 293. Dessa avfyrades från bombplan, fjärrstyrdes med radio och TV-länk och sänkte ett antal handels- och örlogsfartyg, men den allierade överlägsenheten i luftkriget samt de allierades försprång vad gäller avancerad elektronik gjorde dels att planen inte kunde nå sina mål så ofta, dels att man snart utvecklade störsignaler som gjorde att robotarna missade. 
Kort efter Sexdagarskriget i 1967, kom sjömålsrobotarna i fokus då den israeliska jagaren INS Eilat sänktes av egyptiska (sovjettillverkade) robotar. Det var första gången efter andra världskriget detta skedde, och denna händelse accelererade utvecklandet av sjömålsrobotar och motmedel. Under Falklandskriget blev världen varse sjömålsrobotarnas förmåga, trots att Argentina inte erhöll så stora framgångar med sina Exocetrobotar som massmedia lät påskina. Krigsfartygens styrka har dock genom dessa vapen minskats ytterligare efter att sjömålsrobotarna tagit över den roll som bombflyget hade under andra världskriget.
Vilka som har övertaget, motmedlen eller robotarna, är en öppen fråga då inga slag med dessa vapen utkämpats på senare tid. Nya motmedel utvecklas hela tiden, främst av USA med sin stora flotta, men den nya generationen ryska sjömålsrobotar som P-270 Moskit (som exporteras) ger målet maximalt 20–30 sekunder på sig att upptäcka och slå tillbaka hotet vilket naturligtvis försvårar försvar. I Sverige tillverkas sjömålsroboten RBS 15.

### Luftvärnsrobotar
Luftvärnsrobotar avfyras från marken eller från fartyg mot flygplan. Sovjetunionen satsade hårt på att vidareutveckla de experimentella tyska luftvärnsrobotarna som var under utveckling under andra världskriget, detta för att skydda sig från hotet från de amerikanska atombombplanen under kalla kriget. USA utvecklade även dylika robotar vid denna tid. Exempel på luftvärnsrobotar är Robot 70 och Patriot.

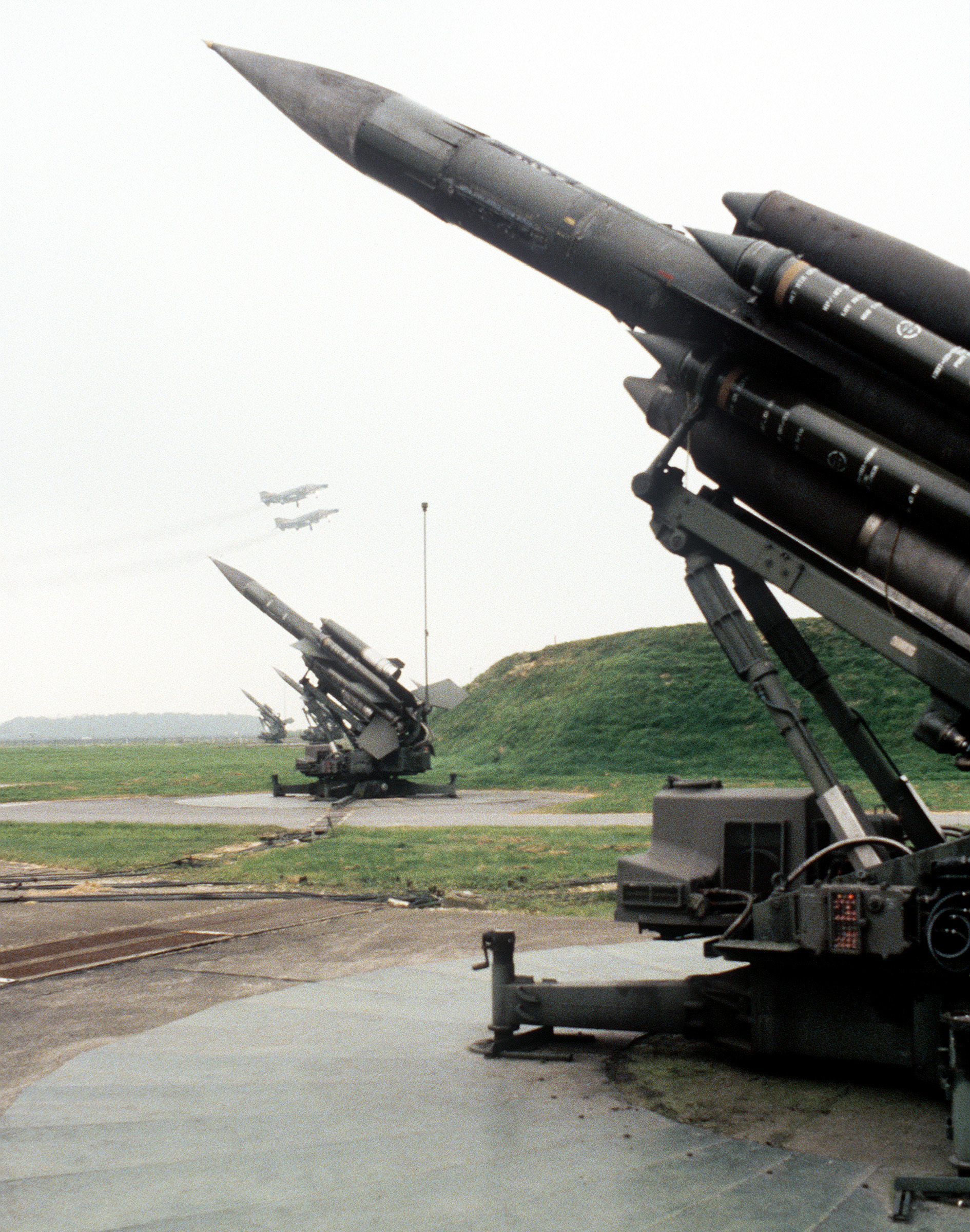
Bristol Bloodhound luftvärnsrobotar för lång räckvidd.
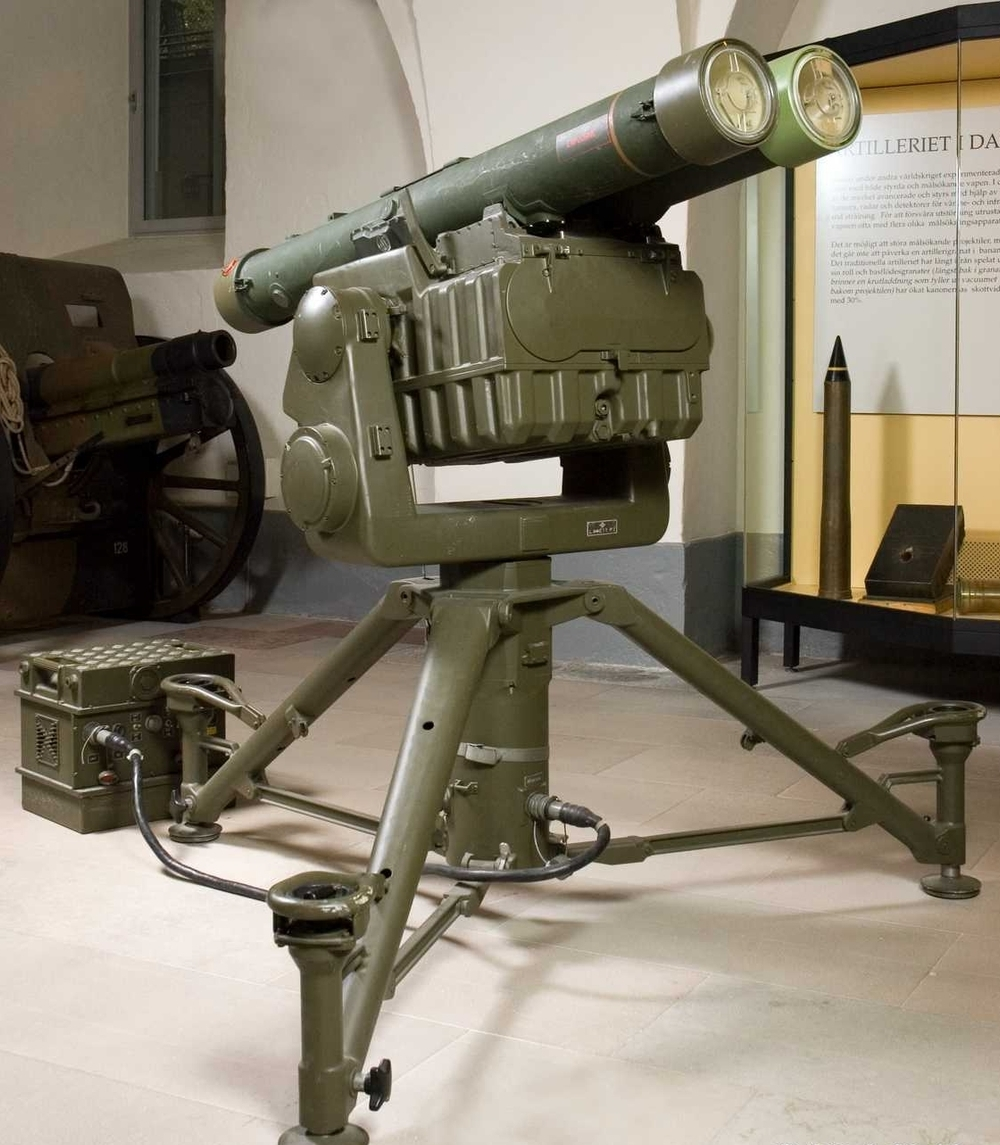
Robotsystem 90 luftvärnsrobotsystem för kort räckvidd.
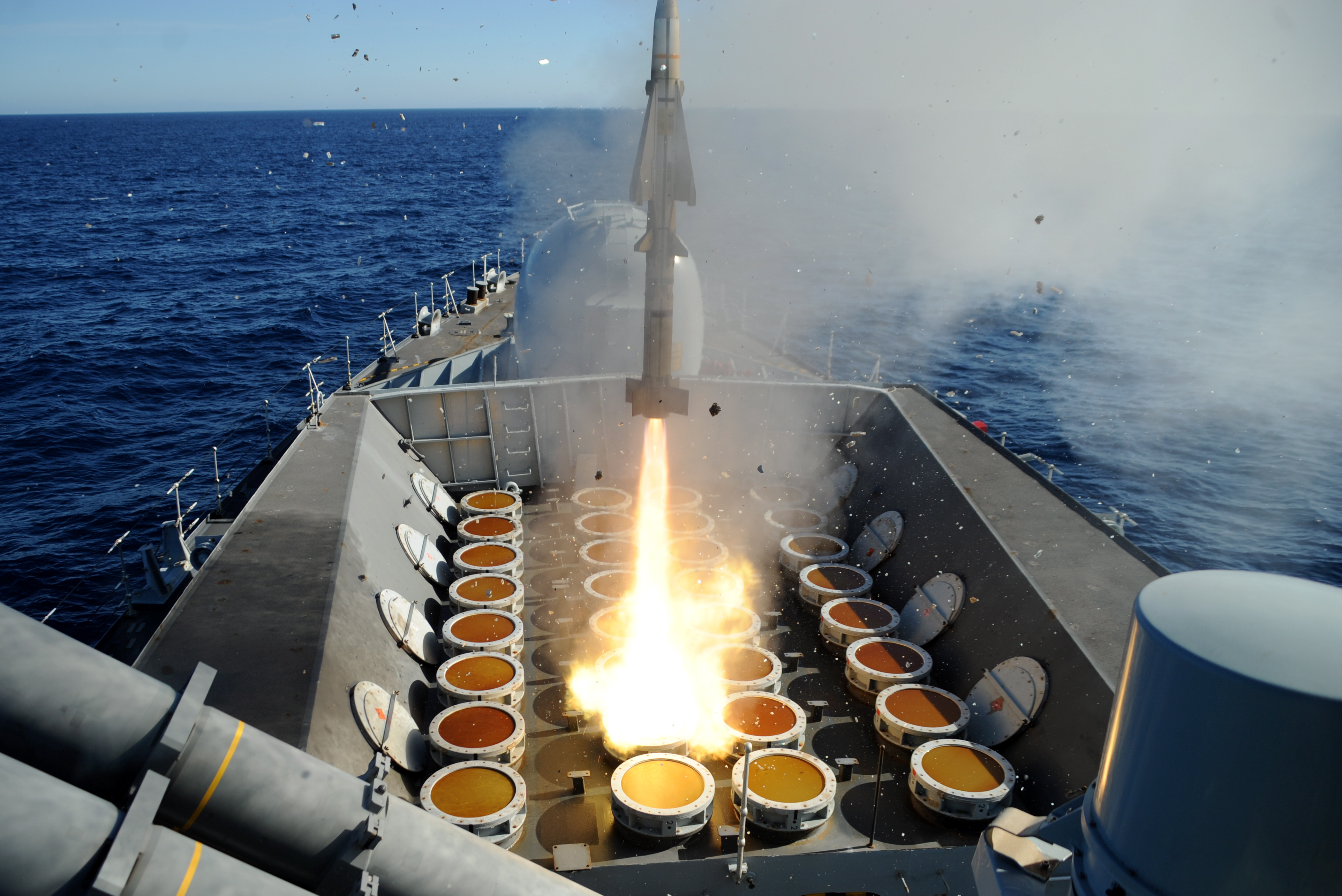
Sea Wolf luftvärnsrobot avfyras från ett örlogsfartyg.

### Pansarvärnsrobotar
Pansarvärnsrobotar är fjärrstyrda robotar som är framtagna för att förstöra bepansrade fordon. De avfyras antingen från markfordon, flyg/helikopter eller av infanterienheter. Trådstyrda pansarvärnsrobotar uppkom på 1950-talet och användes i bland annat kriget i Algeriet, Vietnamkriget och krigen i Mellanöstern, där de fick särskilt mycket uppmärksamhet under och efter oktoberkriget där särskilt Egypten använde sovjetiska Maljutka-robotar i stor mängd. De har en kraftigare sprängladdning än granatgevär och begränsade därmed stridsvagnens möjligheter att röra sig på stridsfältet. Exempel på en pansarvärnsrobot är den svenska Robot 56 Bill.

### Jaktrobotar
Jaktrobotar är robotar som avfyras från stridsflygplan mot andra flygplan. De första jaktrobotarna använde ledstrålestyrning, som till exempel Kaliningrad K-5 (AA-1 Alkali). Sedan dess har olika målsökande robotar utvecklats. I början kunde de värmesökande endast spåra och följa målets utblås från jetmotorn bakifrån, senare blev sökarna så känsliga att kunde de utnyttja målets friktionsvärme.

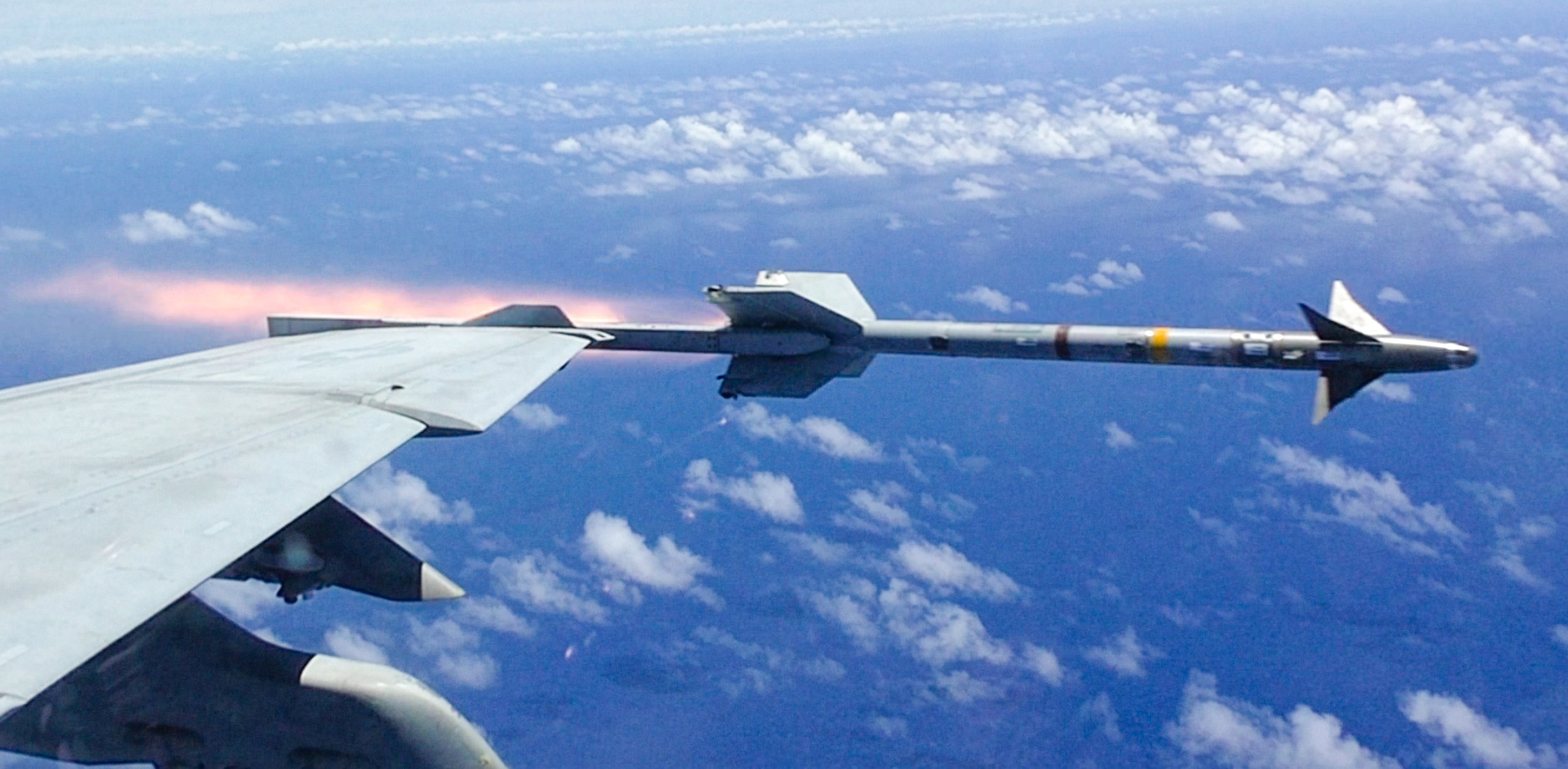
F/A-18 Hornet som avfyrar en AIM-9 Sidewinder jaktrobot med infraröd målsökare.
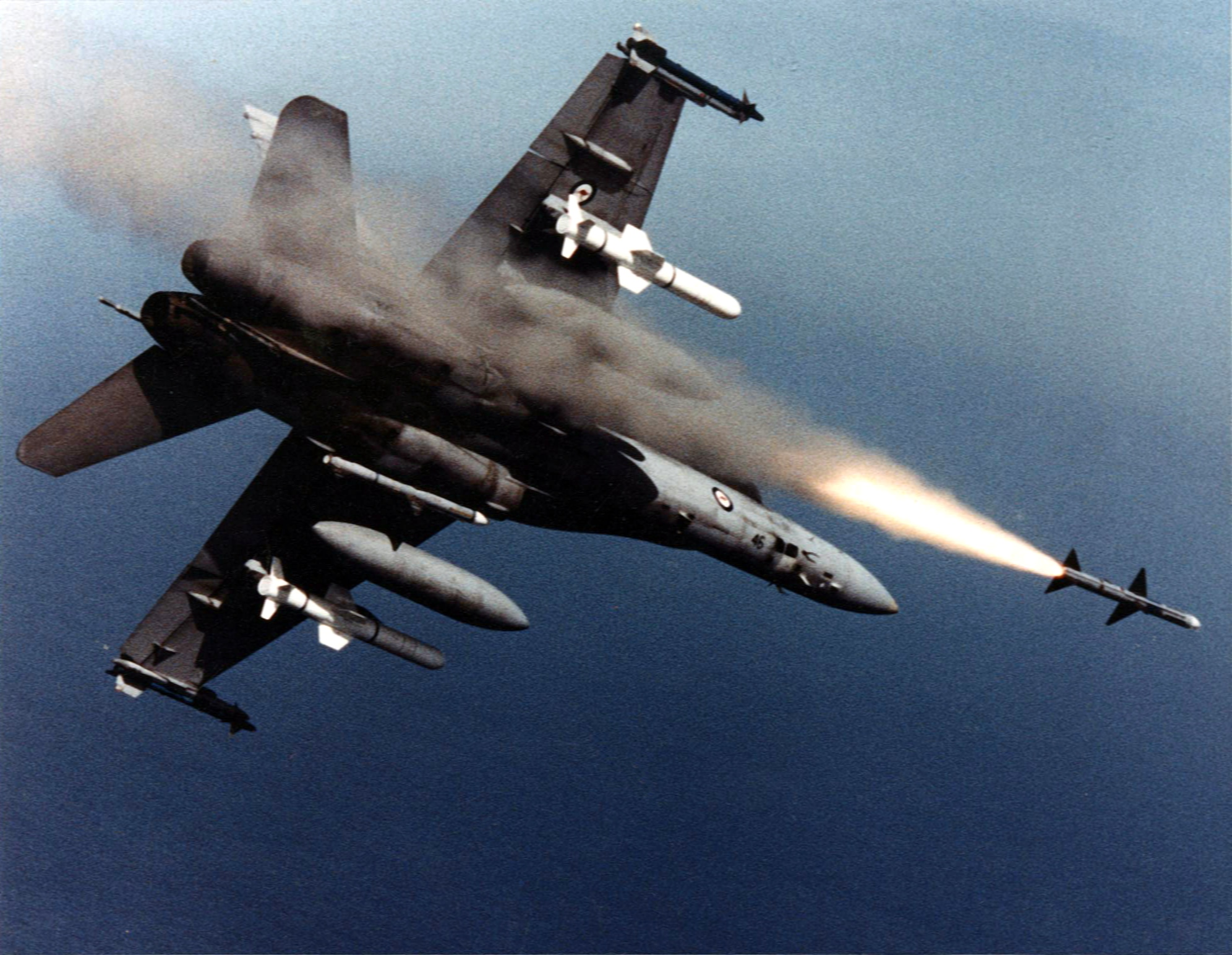
F/A-18 Hornet som avfyrar en AIM-7 Sparrow jaktrobot med semiaktiv radarmålsökare.
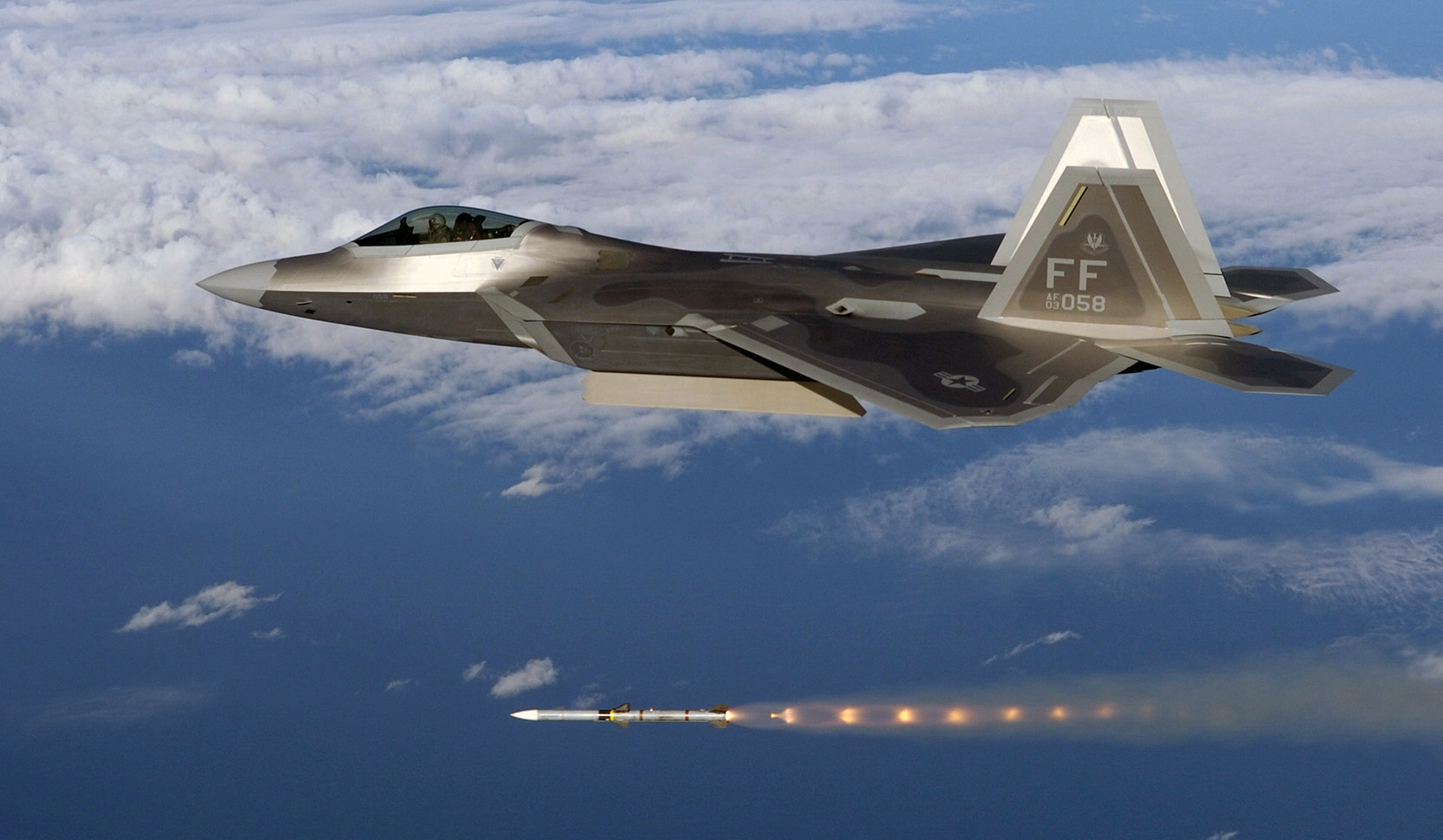
F-22 Raptor som avfyrar en AIM-120 AMRAAM jaktrobot med aktiv radarmålsökare.

### Attackrobotar
Attackrobotar är robotar som avfyras från flygplan mot ytmål (sjömål/markmål). Ofta styrs de in av piloten mot målet. De är primärt ämnade mot trupp och andra lättskyddade mål men det finns även exempel ämnade mot stridsvagnar.
Attackrobotar är klassiskt försedda med sprängstridsdel och tändrör utan fördröjning. Vissa attackrobotar är försedda med zonrör för att få roboten att brisera ovan mark och på så sätt sprida splitter över en större yta. Samma princip används av moderna artillerigranater.
Exempel på attackrobotar är Robot 05 och AGM-65 Maverick (i Sverige Robot 75).

### Spaningsrobotar
Spaningsrobot är en obemannad luftfarkost avsedd för flygspaning. De första spaningsrobotarna dök upp under Vietnamkriget där Ryan BQM-34 Firebee utrustad med kameror och signalspaningsutrustning användes av USA. Sovjetunionen följde snart efter med Tupolev Tu-141. Dessa spaningsrobotar liknade kryssningsrobotar och använde sin ringa storlek och höga fart för att undkomma bekämpning. De behövde även landas eller bärgas efter utfört uppdrag eftersom deras kameror laddades med fotografisk film.